# Aragorn
Pour les articles homonymes, voir Aragorn (homonymie).
Ne doit pas être confondu avec Aragon.
Cet article concerne Aragorn II. Pour Aragorn Ier, voir Dúnedain du Nord. Pour le joyau Elessar, voir la liste d'objets de la Terre du Milieu.
Aragorn est un personnage de fiction issu du légendaire (legendarium) de l'écrivain britannique J. R. R. Tolkien. C'est l'un des principaux protagonistes du roman d'heroic fantasy Le Seigneur des anneaux.
Aragorn II, fils d'Arathorn et de Gilraen, petit-fils d'Arador, est d'abord présenté dans le roman comme un Coureur (« Rôdeur » dans la première traduction de Francis Ledoux) appelé « Grands-Pas » (Strider en anglais, « L'Arpenteur » dans la seconde traduction) ; on apprend par la suite qu'il est le chef des Dúnedain du Nord. Il ignore ses origines jusqu'à ses vingt ans quand Elrond de Fondcombe (« Fendeval » dans la seconde traduction, Rivendell en anglais, Imladris en sindarin, le gris elfique) lui révèle sa véritable ascendance : il est le descendant direct de Valandil, le dernier fils d'Isildur, fils d'Elendil. Aragorn est ainsi le dernier héritier encore en vie des anciens rois de Númenor qui fondèrent en Terre du Milieu les royaumes d'Arnor et de Gondor, qu'il restaurera après la guerre de l'Anneau.
Membre de la fraternité de l'Anneau, Aragorn est un ami de longue date du magicien Gandalf ainsi que des Elfes de la Terre du Milieu. Protecteur et ami des Hobbits, il joue un rôle de premier plan dans la destruction de l'Anneau unique ; d'ailleurs, le titre du dernier volume, Le Retour du roi, lui fait référence.
Après la chute de Sauron, Aragorn est couronné roi du royaume réunifié d'Arnor et de Gondor sous le nom d’Elessar Telcontar (la « Pierre elfique » de la maison d'Arpenteur, ou de la maison de Grand-Pas dans la première traduction) et épouse Arwen, la fille d'Elrond. En tant que descendant en droite ligne des rois de Númenor, son espérance de vie est bien plus longue que celle d'un homme normal ; il s’éteint à l'âge avancé de 210 ans.

## Description

### Description physique
J. R. R. Tolkien donne une description physique d'Aragorn, courte mais précise, dans La Communauté de l'anneau : de grande taille, d'allure maigre, avec les cheveux foncés « tachés avec des pointes de gris » et un visage pâle au regard sévère. Tolkien a écrit qu'il mesurait 6 pieds 6 pouces, soit environ 1,98 m,. Il est également décrit comme un homme d'une grande beauté, à l'apparence digne et noble.

### Étymologie
En 1972, un certain Richard Jeffery écrit à J. R. R. Tolkien pour lui demander si le nom Aragorn, dont le sens n'est pas explicité dans Le Seigneur des anneaux, pourrait signifier « roi-arbre ». Tolkien répond par la négative, notant que « les noms de la lignée de l'Arthedain sont particuliers à plusieurs égards ; et plusieurs, bien que de forme s[indarine], ne sont pas faciles à interpréter », sans pour autant préciser la véritable signification du nom.
Dans l'avant-propos de The Peoples of Middle-earth, douzième et dernier tome de l’Histoire de la Terre du Milieu, paru en 1996, Christopher Tolkien reproduit une note datant de l'époque de la rédaction des Appendices du Seigneur des Anneaux, dans laquelle le nom Aragorn est dit signifier « valeur royale » (« kingly valour »), mais il est possible que cette note ait été rejetée par Tolkien.
Vers la fin des années 1950, après la publication du livre, Tolkien entreprit d'établir une étude détaillée de tous les noms et phrases en langues imaginaires présents dans le roman. Ce texte, publié en 2007 dans le numéro 17 de Parma Eldalamberon, fournit une étymologie différente pour le nom Aragorn : Tolkien y dérive gorn de la racine « ÑGOR »- « effroi », dans le sens de « majesté, révérence », et donne comme sens d’Aragorn « roi révéré » (« revered king »).

### Généalogie
L'ascendance d'Aragorn provient autant des elfes que des hommes de la Terre du Milieu, mais également des Maiar. Il est donc aussi le descendant de Beren Erchamion des Edain, de l'elfe Lúthien, la seule fille du roi Thingol de Doriath et de Melian, une Maia.

#### Ascendance des Edains (Hommes de Númenor)
Aragorn est un lointain descendant de Valandil, le quatrième fils d'Isildur (quarante générations séparent Isildur et Aragorn), lui-même fils d'Elendil de Númenor : par Elendil, Aragorn compte parmi ses ancêtres les plus prestigieux des hommes : entre autres Elros Tar-Minyatur, le premier roi de Númenor au Second Âge, ainsi que — via Eärendil — les trois fondateurs des Maisons des Edains au Premier Âge : Hador, Bëor et Haleth. Ces derniers sont les trois seigneurs des premiers clans des hommes en Terre du Milieu.

#### Ascendance des Hauts Elfes du Premier Âge
- Aragorn est un lointain descendant de Elwë (aussi appelé Thingol), l’un des trois rois des premiers elfes de la Terre du Milieu. En effet, ce dernier se mariera avec la Maia Melian ; de leur union naîtra l'elfe Lúthien qui, de par son union avec l’homme Beren de la grande lignée des fils de Bëor donnera un fils, Dior Eluchil. Ce dernier s’unira à l'elfe Nimloth et auront trois enfants dont une fille, Elwing, qui épousera un ancêtre d’Aragorn, le marin Eärendil.
- il est de plus lié au grand elfe Elmo, frère cadet de Elwë (alias Thingol) et Olwë, tous deux rois des premiers elfes. En effet, Elmo a eu un fils, Galadhon, qui a eu un fils lui aussi, Galathil. Ce dernier aura une fille, Nimloth, qui épousera Dior Eluchil. De cette union viendront trois enfants dont une fille nommée Elwing, qui épousera Eärendil, l’ancêtre de tous les rois de Númenor et donc, d’Aragorn.
- il est également un lointain descendant de Finwë, lui aussi l'un des trois premiers rois elfes. En effet, Finwë eut trois fils et deux filles. L’aîné, Fëanor, issu de son premier mariage avec Míriel. Et ensuite, issus de son second mariage avec Indis, il eut Findis, Fingolfin, Lalwendë et Finarfin. Fingolfin épousa Anairë et de leur union naquit Fingon, Turgon, Argon et Aredhel. Turgon épousa Elenwë et ils eurent pour enfant une fille nommée Idril également appelée Celebrindal. Celle-ci épousa l'humain Tuor de la maison de Hador, descendant de Marach, un des premiers seigneurs des hommes. Et de leur union viendra Eärendil, l’ancêtre de tous les rois de Númenor, et donc d’Aragorn.

Il est remarquable que l'union d'Aragorn et d'Arwen, fille d'Elrond le semi-Elfe, soit similaire à celle de Beren et Lúthien, ainsi qu'à celle de Tuor et Idril : des trois unions principales qu'il y eut entre un homme et une elfe de toute l'histoire de la Terre du Milieu, toutes sont présentes sur le même arbre généalogique.

#### Ascendance Maiar
Il est à remarquer que l’ascendance d’Aragorn le relie aussi — bien que de manière très lointaine — au peuple des Ainur (les premiers êtres créés par Eru Ilúvatar lors de la création de l'univers, Eä, dans les temps immémoriaux).
En effet, Elwë (aussi appelé Elu Thingol ou Thingol), l’un des trois premiers rois des elfes, se marie avec Melian, qui appartient à la race des Ainur.
- De cette union naîtra Lúthien Tinúviel, qui épousera ensuite l’humain Beren Erchamion.
- De leur union naîtra le semi-elfe Dior Eluchil.
- Ce dernier aura trois enfants dont une fille, Elwing.
- Celle-ci épousera le semi-elfe Eärendil et, de leur lointaine descendance, viendra Aragorn.

Or, Melian, l’épouse de Thingol, est une Maia (les Maiar sont des Ainur, mais des esprits de second rang par rapport aux Valar) ; Aragorn a donc bel et bien du sang provenant de la seule Maia avec une descendance en Terre du milieu.

### Arbre généalogique
|  |  |  |  | Arathorn | Arathorn | Arathorn | Arathorn | Arathorn | Arathorn |         |         | Gilraen | Gilraen | Gilraen | Gilraen | Gilraen | Gilraen |  |  |          |  |  |  |  |  |  |  | Elrond | Elrond | Elrond | Elrond | Elrond | Elrond |       |       | Celebrían | Celebrían | Celebrían | Celebrían | Celebrían | Celebrían |  |  |
|  |  |  |  | Arathorn | Arathorn | Arathorn | Arathorn | Arathorn | Arathorn |         |         | Gilraen | Gilraen | Gilraen | Gilraen | Gilraen | Gilraen |  |  |          |  |  |  |  |  |  |  | Elrond | Elrond | Elrond | Elrond | Elrond | Elrond |       |       | Celebrían | Celebrían | Celebrían | Celebrían | Celebrían | Celebrían |  |  |
|  |  |  |  |          |          |          |          |          |          |         |         |         |         |         |         |         |         |  |  |          |  |  |  |  |  |  |  |        |        |        |        |        |        |       |       |           |           |           |           |           |           |  |  |
|  |  |  |  |          |          |          |          | Aragorn  | Aragorn  | Aragorn | Aragorn | Aragorn | Aragorn |         |         |         |         |  |  |          |  |  |  |  |  |  |  |        |        |        |        | Arwen  | Arwen  | Arwen | Arwen | Arwen     | Arwen     |           |           |           |           |  |  |
|  |  |  |  |          |          |          |          | Aragorn  | Aragorn  | Aragorn | Aragorn | Aragorn | Aragorn |         |         |         |         |  |  |          |  |  |  |  |  |  |  |        |        |        |        | Arwen  | Arwen  | Arwen | Arwen | Arwen     | Arwen     |           |           |           |           |  |  |
|  |  |  |  |          |          |          |          |          |          |         |         |         |         |         |         |         |         |  |  |          |  |  |  |  |  |  |  |        |        |        |        |        |        |       |       |           |           |           |           |           |           |  |  |
|  |  |  |  |          |          |          |          |          |          |         |         |         |         |         |         |         |         |  |  | Eldarion |  |  |  |  |  |  |  |        |        |        |        |        |        |       |       |           |           |           |           |           |           |  |  |

## Biographie du personnage
« Tout ce qui est or ne brille pas,

Tous ceux qui errent ne sont pas perdus ;

Le vieux qui est fort ne dépérit point.

Les racines profondes ne sont pas atteintes par le gel.

Des cendres, un feu s'éveillera.

Des ombres, une lumière jaillira ;

Renouvelée sera l'épée qui fut brisée,

Le sans-couronne sera à nouveau roi. »

— Poème au sujet d'Aragorn, cité par Gandalf dans sa lettre à Frodon, dans Le Seigneur des anneaux, La Communauté de l'Anneau, chapitre X, « Grand-pas » (première traduction).

### Naissance et parcours
Aragorn II naît en 2931 du Troisième Âge (TA). Son père, Arathorn II, meurt quand Aragorn est âgé de deux ans. Il est alors élevé en secret par le semi-elfe Elrond à Fondcombe (« Fendeval » dans la seconde traduction), sous le nom d'emprunt d'Estel (« Espoir » en sindarin). Il passe sa jeunesse avec les fils d'Elrond, Elladan et Elrohir, qui traquent sans relâche les créatures mauvaises de la région qui ont tué leur mère. À vingt ans, Elrond apprend à Aragorn sa véritable identité et lui remet les fragments de l'épée Narsil, ainsi que l'anneau de Barahir, lui prouvant ainsi son héritage illustre issu des hommes de Númenor. Il fait alors la rencontre d'Arwen Undómiel, la fille d'Elrond, puis part sillonner le monde.
Au cours de son long voyage en Terre du Milieu, Aragorn combat notamment les forces de Sauron, d'abord en Rohan puis en Gondor sous le nom de Thorongil (« l'Aigle de l'Étoile »), mais explore également d'autres régions de la Terre du Milieu. Au cours de cette période, il se lie d'amitié avec le magicien Gandalf le Gris et l'aide à plusieurs reprises. Il échappe aussi plusieurs fois à des pièges tendus par ses ennemis, liés au Seigneur Ténébreux, qui recherchent les descendants de la lignée des roi de Númenor pour les détruire.
Après maints voyages périlleux, Aragorn, âgé de 49 ans, retourne en Lothlórien, y séjournant quelque temps pour s'y reposer. Vêtu d'habits elfiques donnés par Galadriel, il rencontre de nouveau Arwen qui séjourne alors en ces lieux. Tombant amoureux, les deux se promettent l'un à l'autre. De retour à Fondcombe, Elrond accorde la main de sa fille à Aragorn, mais à la seule condition qu'il devienne roi du Gondor et d'Arnor réunis. Arwen prépare alors pour lui un étendard royal qu’elle mettra des années à confectionner.
Lors des événements relatés dans la trilogie Le Seigneur des anneaux, Aragorn, lorsqu'il rencontre le hobbit Frodon Sacquet, est âgé de 87 ans et commande le groupe des Dúnedain du Nord. À cette époque, les Dúnedain tentent de protéger les peuples libres (comme les hobbits de la Comté ou les hommes de Bree, « Brie » dans la seconde traduction) de cette région du nord la Terre du Milieu contre les créatures sauvages et maléfiques qui parcourent la contrée. Il est connu dans le nord comme le Rôdeur (« Coureur » dans la seconde traduction) nommé « Grand-pas ».
Aragorn rencontre Frodon et ses compagnons hobbits à Bree (à l’auberge du « Poney Fringant », peu après les avoir repérés à leur sortie des Hauts des Galgals), qui fait suite à leur départ de la Comté. Il les escorte jusqu'à Imladris (Fondcombe), les protégeant de l'assaut des Nazgûl qui les poursuivent. Après leur arrivée à Fondcombe, au cours de la constitution de la communauté de l'Anneau (« fraternité de l'Anneau » dans la deuxième traduction), Aragorn fait reforger son épée Narsil (les tronçons de l'épée d'Elendil, qui jadis sépara l'Anneau unique de la main de Sauron) ; Aragorn la renomme alors Andúril, la « Flamme de l'ouest ».
Faisant partie de la communauté de l'Anneau (aussi nommée la « compagnie de l'Anneau »), Aragorn escorte Frodon, alors désigné comme le « Porteur de l'Anneau » jusqu'aux limites nord du Gondor (symbolisées par l'Argonath) via les Mines de la Moria et la forêt de Lórien, pour arriver à proximité des chutes du fleuve Rauros à Parth Galen. Après la dissolution tragique de la communauté et de la vaine recherches des hobbits Pippin et Merry, enlevés par les Orques de Saroumane, Aragorn se rend avec le nain Gimli et l'elfe Legolas en Rohan, afin d'aider à la guerre contre Saroumane. Par la suite, après avoir regardé dans le Palantír repris à Saroumane et affronté Sauron en pensée, il s'engage avec ses camarades dans les périlleux Chemins des Morts, partant délivrer le Gondor du sud de la menace des pirates d'Umbar en ralliant à lui l'Armée des morts. Il revient ensuite aider à la bataille de Minas Tirith sur les Champs du Pelennor, et participe à la victoire des armées du Gondor et de Rohan réunies sur les forces de Sauron et de leur Capitaine noir. Il prend ensuite la tête de la Dernière armée de l'ouest qui va assiéger le Mordor dans un combat désespéré, afin de donner une chance à Frodon de terminer sa quête de son côté.
À la fin de la guerre de l'Anneau qui voit la chute et la disparition définitives de Sauron, Aragorn devient enfin roi du royaume réunifié de Gondor et d'Arnor. Il prend alors pour nom « Elessar Telcontar » (la « Pierre elfique » de la maison de Grand-Pas, ou de la maison d'Arpenteur dans la seconde traduction) et épouse Arwen, la fille d'Elrond. De cette union naîtront un fils, Eldarion, et plusieurs filles. Avec l'aide de Gandalf, il retrouve un plançon de l'Arbre blanc du Gondor et le fait refleurir à Minas Tirith.
Durant le règne du roi Elessar, la paix est rétablie en Terre du Milieu après plusieurs campagnes militaires contre les anciens serviteurs de Sauron (les troupes du Harad et de Khand). Le roi Elessar fait reconstruire et embellir Minas Tirith et rase la maléfique tour de Minas Morgul. Dans le nord, il relève de la ruine et de l'oubli les cités royales d'Arnor, Annúminas et Fornost. Il permet aussi l'essor de la ville de Bree et, dans le même temps, interdit aux hommes de se rendre dans la Comté qu'il donne officiellement aux Hobbits, en leur ajoutant des territoires à l’ouest de celle-ci, et place les Hobbits sous la protection du sceptre d'Arnor (sa propre autorité).
La grandeur du roi Elessar est telle que son règne égale en renommée ceux des anciens rois de Númenor. Après 120 longues années de règne et alors âgé de 210 ans, le roi Elessar se fatigue de la vie et, comme ses illustres ancêtres, y renonce. Il fait ses adieux à ses proches, cède sa couronne à son fils Eldarion et va s'allonger sur sa pierre tombale, à Rath Dínen, pour son dernier sommeil.

### Prouesses
Les faits d'armes et les actions valeureuses d'Aragorn sont nombreux, notamment : 
- il a affronté cinq des neuf Nazgûls au Montauvent (Amon Sûl, le « Mont Venteux » dans la première traduction) et les a repoussés ; il a mené la bataille de la Ferté-au-Cor, aidant les Rohirrim dans leur défense de la Ferté-au-Cor (le « Fort-le-Cor » dans la première traduction) contre les Orques de Saruman (« Saroumane » dans la première traduction) alliés aux hommes du pays de Dun (« Dunlande » dans la seconde traduction) ; il a emprunté les périlleux Chemins des morts et levé l'Armée des morts qui combattra pour lui les corsaires d'Umbar ; après avoir gagné la bataille du champ du Pelennor contre l'armée de Sauron (dirigée par son Capitaine noir) qui vint assaillir la cité de Minas Tirith, il devient chef et grand capitaine de l'armée de Gondor ; il mène alors son armée à un combat désespéré devant le Morannon en Mordor, afin d'attirer l'attention de Sauron et permettre ainsi au Porteur de l'anneau (Frodon) de terminer sa quête visant à détruire l'Anneau unique ;
- il a défié Sauron à l'aide du Palantír repris à Saruman, se révélant à lui ouvertement en tant qu'héritier d'Isildur et lui montrant Andúril (anciennement Narsil), l'épée reforgée qui l'a défait au temps jadis ;
- pisteur infatigable et talentueux, Gandalf a dit de lui que c'est l'un des plus grands chasseurs de l'histoire. Il a notamment traqué pendant des mois et finalement capturé Gollum, l'attrapant à la lisière des Marais Morts. C'est aussi lui qui mène la traque des Orques d'Isengard qui ont capturé Merry et Pippin, les pistant à pied (avec Gimli et Legolas) des collines de l'Emyn Muil jusqu’à la forêt de Fangorn, par-delà les plaines herbeuses du Rohan.

En complément d'être un grand guerrier et un grand meneur d'hommes, Aragorn est également un grand guérisseur, instruit dans cet art par Elrond de Fendeval ; il le prouve en deux occasions : en soignant Frodon après l'attaque des Nazgûls sur la colline de Montauvent, et en ramenant à la vie Faramir, Éowyn et Merry, pris au piège du « Souffle noir » des Nazgûl et de leur terrible chef après la bataille de Minas Tirith. C'est d'ailleurs grâce à cette capacité que le peuple de Gondor reconnaîtra son roi, car il est dit dans une ancienne prophétie que « Les mains du roi sont celles d'un guérisseur ».

## Création et évolution
Le personnage d'Aragorn n'était pas conçu dès le départ, mais a subi de nombreux changements avant d'atteindre son identité finale. Tolkien n'avait en effet qu'une vague idée de l'histoire qu'il allait raconter en commençant l'écriture du Seigneur des anneaux.
Le précurseur d'Aragorn ou de Grand-Pas (Strider) est un hobbit, nommé Trotter, qui apparaît dans les premiers brouillons du Seigneur des anneaux. Il est rencontré par Bingo Sacquet de Besace (précurseur de Frodon Sacquet) à l'auberge du Poney Fringant. Sa description et son comportement sont néanmoins très proches de ce qu'ils seront dans l'histoire finale, à la différence que Trotter porte des chaussures de bois et est nommé ainsi à cause du son qu'elles produisent. Il est assimilé aux Coureurs et joue le même rôle que Grand-Pas dans le voyage de Frodon à Fondcombe.

## Critique et analyse
Le personnage d'Aragorn serait notamment inspiré du roi Siegfried.[réf. nécessaire]

## Adaptations

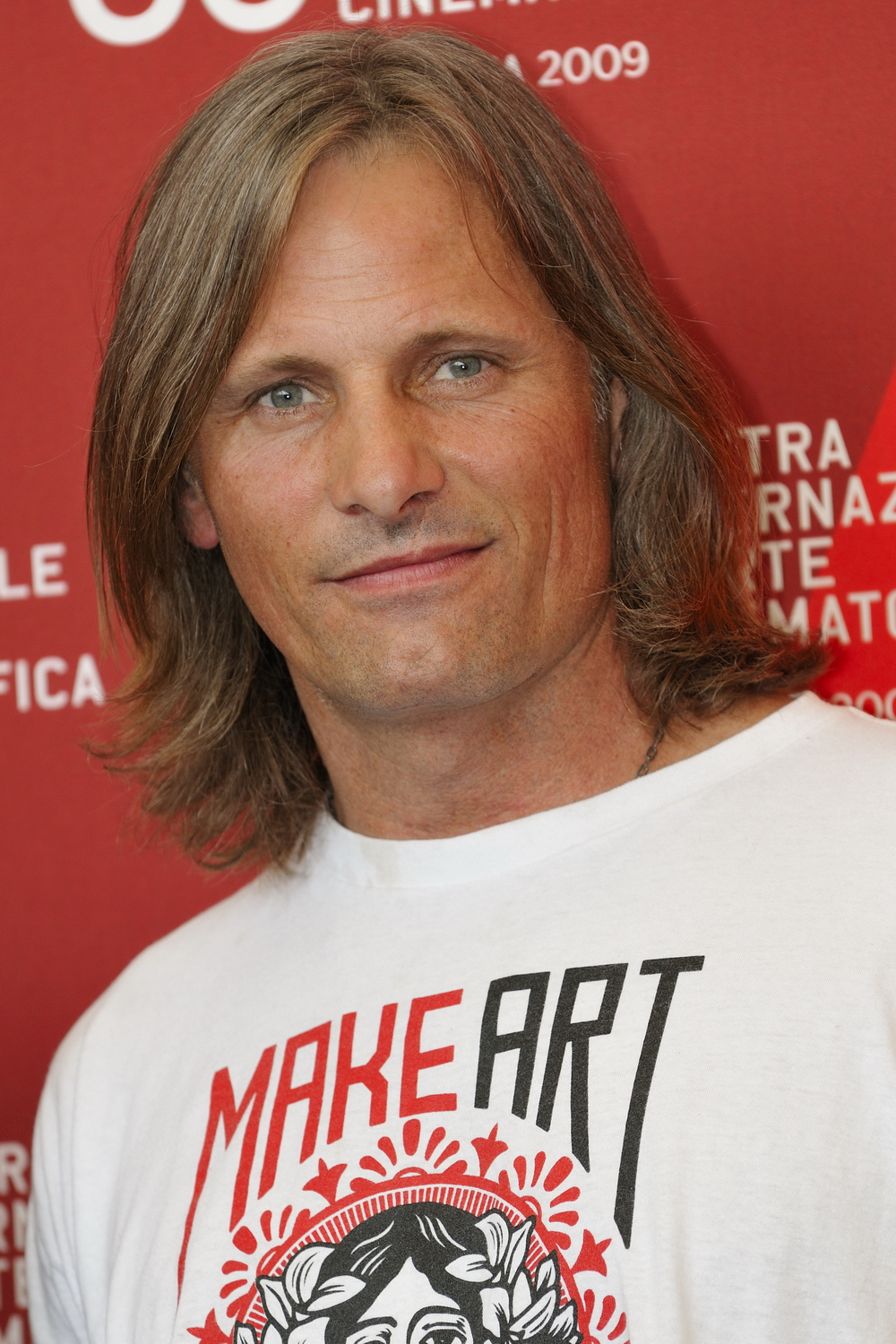
Viggo Mortensen, l'interprète d'Aragorn dans la trilogie de Peter Jackson.

Le personnage d'Aragorn apparaît dans les trois adaptations radiophoniques du Seigneur des anneaux. Dans la série de 1955 par la BBC Radio, son rôle est tenu par Godfrey Kenton. Dans la version américaine de 1979, Aragorn est doublé par Tom Luce, tandis que dans la deuxième adaptation de la BBC en 1981, Robert Stephens lui prête sa voix.
Aragorn apparaît aussi dans les adaptations cinématographiques :
- En 1978, dans le dessin animé Le Seigneur des anneaux de Ralph Bakshi, Aragorn est doublé par John Hurt. Il n'est pas barbu.
- En 1980, dans The Return of the King de Rankin/Bass, Theodore Bikel lui prête sa voix.
- En 2001, 2002 et 2003, dans l'adaptation cinématographique de Peter Jackson, le rôle d'Aragorn est tenu par Viggo Mortensen. Stuart Townsend avait un temps été pressenti, mais écarté car trop jeune.
- En 2009, dans les fanfilms Born of Hope, où il est encore un enfant, et The Hunt for Gollum, qui raconte la traque de Gollum par Aragorn qui est juste évoquée dans les livres de Tolkien.

Dans le film de Peter Jackson, Aragorn ne reçoit Andúril qu'à Dunharrow avant la bataille des Champs du Pelennor, contrairement à l'œuvre originale où il la reçoit à Imladris.
Dans La Communauté de l'anneau et Les Deux Tours, il possède une autre épée nommée « Strider ». De plus, il venge la mort de Boromir en tuant Lurtz après un bref et rude combat. Aragorn tranche le bras droit et transperce le ventre de Lurtz, qui continue malgré tout le combat. Il doit le décapiter pour en finir. Aragorn utilise également un arc et un poignard elfique alors que dans le livre de Tolkien, il n'est armé que d'Andúril. Dans la version longue du deuxième opus, on apprend d'Éowyn qu'il a autrefois combattu aux côtés du roi Thengel du Rohan, père de Théoden. Aragorn révèle qu'il est âgé de 87 ans lors des événements décrits dans le film.
Aragorn apparaît également dans différents jeux vidéo. Dans le jeu vidéo de 1988 J. R. R. Tolkien's War in Middle Earth, c'est un personnage jouable, brun et barbu, avec une épée dorée. Dans le jeu vidéo de 2002 La Communauté de l'anneau, Aragorn est doublé par Daran Norris en anglais. Dans Le Seigneur des Anneaux Online, Aragorn est un PNJ. Il est également le héros d'un jeu vidéo complet nommé Le Seigneur des anneaux: la Quête d'Aragorn, chez Warner Bros, dans lequel le joueur incarne Aragorn à travers des épreuves issues du Seigneur des anneaux et narrées par Samsagace Gamegie. Il apparaît également dans les jeux RTS Le Seigneur des anneaux : La Bataille pour la Terre du Milieu I, II et l'Avènement du Roi-Sorcier, c'est un personnage "invocable" par la faction des Hommes (qui comprend le Gondor et le Rohan).

## Héritage
- Dans les comics Marvel, Aragorn est le nom du cheval ailé de la Valkyrie.